# Nemoria toxeres
Nemoria toxeres là một loài bướm đêm trong họ Geometridae.